# Siegfried Borgwardt

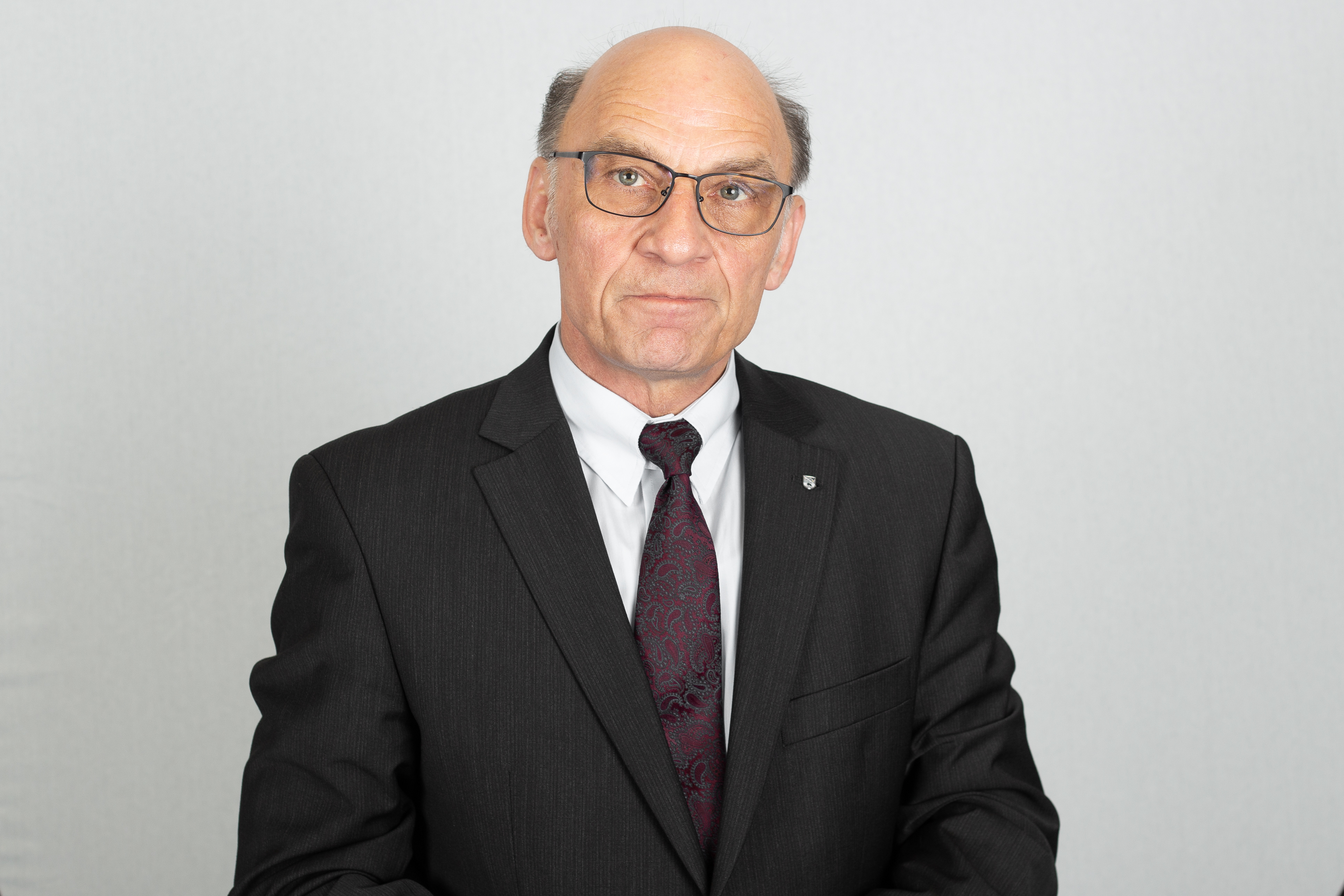
Siegfried Borgwardt 2018

Siegfried Borgwardt (* 27. Juni 1957 in Naumburg (Saale)) ist ein deutscher Politiker (CDU, bis 1990 DDR-CDU). Er ist seit 2002 Mitglied im Landtag von Sachsen-Anhalt.

## Leben und Beruf
1974 besuchte er die polytechnische Oberschule und machte 1974 bzw. 1977 seine Ausbildung zum Vollmatrosen der Hochseefischerei mit Abitur und eine überleitende Ausbildung zum E-Monteur. Bis 1983 arbeitet er in seinem gelernten Beruf als Elektro-Monteur in Leuna. 1988 absolvierte er ein Studium an der Fachschule für Staatswissenschaft „Edwin-Hoernle“ Weimar mit dem Abschluss Staatswissenschaftler. Mit Beschluss der Kultusministerkonferenz (KMK) vom 24. April 1998 über die Gleichwertigkeit von Bildungsabschlüssen im Sinne des Art. 37 Abs. 1 des Einigungsvertrages wurde der Abschluss als Diplom-Verwaltungswirt (FH) nachdiplomiert.
Er ist evangelisch, verheiratet und hat zwei Kinder.

## Politik/Partei
Borgwardt trat 1979 der DDR-Blockpartei CDU bei. Ab 1983 war er in der DDR-CDU Regionalgeschäftsführer und Beisitzer in einem Kreisvorstand. 1989 war er Gründungsmitglied der Jungen Union der DDR (CDJ).

## Abgeordneter
Seit April 2002 ist Borgwardt für den Wahlkreis 25 (Jessen) Mitglied im Landtag von Sachsen-Anhalt. Für seine Fraktion ist er Mitglied in den Ausschüssen für Bundes- und Europaangelegenheiten sowie Medien, Recht und Verfassung, im Wahlprüfungsausschuss, im Zehnten Parlamentarischen Untersuchungsausschuss sowie im Ältestenrat. Er ist zudem (seit 2011 beurlaubter) Geschäftsführer des CDU-Kreisverbands Wittenberg und war Regionalgeschäftsführer des CDU-Kreisverbands Anhalt-Zerbst und Wittenberg. Vom 15. März 2016 bis zum 29. August 2022 war er Vorsitzender der CDU-Fraktion im Landtag von Sachsen-Anhalt.

## Weitere Tätigkeiten
Seit 1994 ist Borgwardt Kuratoriumsmitglied der Jakob-Kaiser-Stiftung Königswinter e. V. und 1. stellvertretender Vorsitzender des Stiftungswerks Sachsen-Anhalt. Seit 2000 ist er Mitglied des Schützenvereins 1990 Wittenberg e. V. Zudem ist er als stellvertretender Vorsitzender des Verwaltungsrates und des Kreditausschusses der Sparkasse Wittenberg geführt.